# Беляковце
 Тази статия е за селото в Северна Македония.  За селото в Област Велико Търново вижте Беляковец.  
Беляковце или Беляковци (на македонска литературна норма: Бељаковце) е село в Северна Македония, в община Куманово.

## География
Беляковце е разположено в областта Средорек на левия бряг на Крива река в северното подножие на планината Манговица. Селото, разположено източно от град Куманово, е спирка на строящата се железопътна линия Куманово - Гюешево. Край Беляковце е разположен Беляковският манастир „Свети Георги“.

## История
Църквата „Свети Никола“ е от 1606 година.
В края на XIX век Беляковце е българско село в Кумановска каза на Османската империя. Според статистиката на Васил Кънчов („Македония. Етнография и статистика“) от 1900 г. Бѣляковци е село, населявано от 532 жители българи християни.
Според патриаршеския митрополит Фирмилиан в 1902 година в селото има 40 сръбски патриаршистки къщи. В 1905 година цялото християнско население на селото е под върховенството на Българската екзархия. По данни на секретаря на екзархията Димитър Мишев („La Macédoine et sa Population Chrétienne“) в 1905 година в Беляковци има 648 българи екзархисти и функционира българско училище. Според секретен доклад на българското консулство в Скопие 52 от 78 къщи в селото през 1906 година под натиска на сръбската пропаганда в Македония признават Цариградската патриаршия.
На 14 декември 1904 година войводата на ВМОРО Боби Стойчев унищожава изцяло в манастира край Беляковци откъснала се група от сръбската чета на Йован Довезенски, разбита предния ден при Шопско Рудари от Атанас Бабата.
В 1904 - 1905 година сръбски четници убиват българския деец Теодоси Шоляков.
При избухването на Балканската война трима души от Беляковце са доброволци в Македоно-одринското опълчение.
Според преброяването от 2002 година селото има 64 жители, всички северномакедонци.

## Личности
Родени в Беляковце
- Аврам Беляковски, български революционер, кумановски селски войвода на ВМОРО[10]
- Пешо Ралев (? – 1904), български общественик

Починали в Беляковце
- Аксентие Бацетович (1860 – 1905), сръбски четнически войвода
- Георги Панайотов Табаков, български военен деец, подпоручик, загинал през Втората световна война[11]